# Водный путь Гауя-Даугава
Водный путь Гауя-Даугава (латыш. Gaujas-Daugavas ūdensceļš) — водная система, соединявшая Гаую с Даугавой, первоначально созданная для сплава древесины. На рубеже XIX—XX веков интенсивный сплав леса от лесозаготовительных районов в Видземе в Ригу проходил по Гауе, а последний отрезок — от устья Гауи до устья Даугавы — по Рижскому заливу. Этот участок был самым дорогим и опасным. Для решения проблемы было создано Видземское общество улучшения водных путей, которое с 1899 года до 1903 года разработало и реализовало проект водного пути Гауя-Даугава.

## История
Первым был построен канал Гауя—Балтэзерс, длиной 3 км, который начинался у бывшего поместья Ремберги (сейчас посёлок Страуткалны) у Гауи и заканчивался у бывшего поместья Алдеру, переходя в озеро Мазайс-Балтэзерс.
Далее водный путь длиной 5,9 км вёл через озёра Мазайс- и Лиелайс-Балтэзерс, соединённые каналом.
После Лиелайс-Балтэзерса водный путь вёл по трёхкилометровому, выкопанному по руслу бывшего ручья Букулты, каналу до реки Югла, по ней 2 км до Кишэзерса, 7,5 км по озеру и 3,5 км по протоку Милгравис до Даугавы в Риге.
Поскольку уровень воды в Гауе на месте ответвления канала был на 2-6 м выше, чем в Балтэзерсе, поток воды регулировался в верхней и нижней части Гауйско-Балтэзерского канала шлюзами. Возле Гауи были шлюзы с воротами, а у входа в Мазайс-Балтезерс — шлюзы системы «Stonej».
В 1960-х годах сплав леса был прекращён, и шлюзы со временем разрушились. В 1986 верхние шлюзы были построены заново, чтобы регулировать подачу воды в Мазайс-Балтэзерс для нужд узла водозабора.
Небольшой фрагмент о канале можно увидеть в документальном фильме 1934 года «Гауя», в котором описывается весь маршрут сплава леса с верховьев Гауи.

## Современное состояние

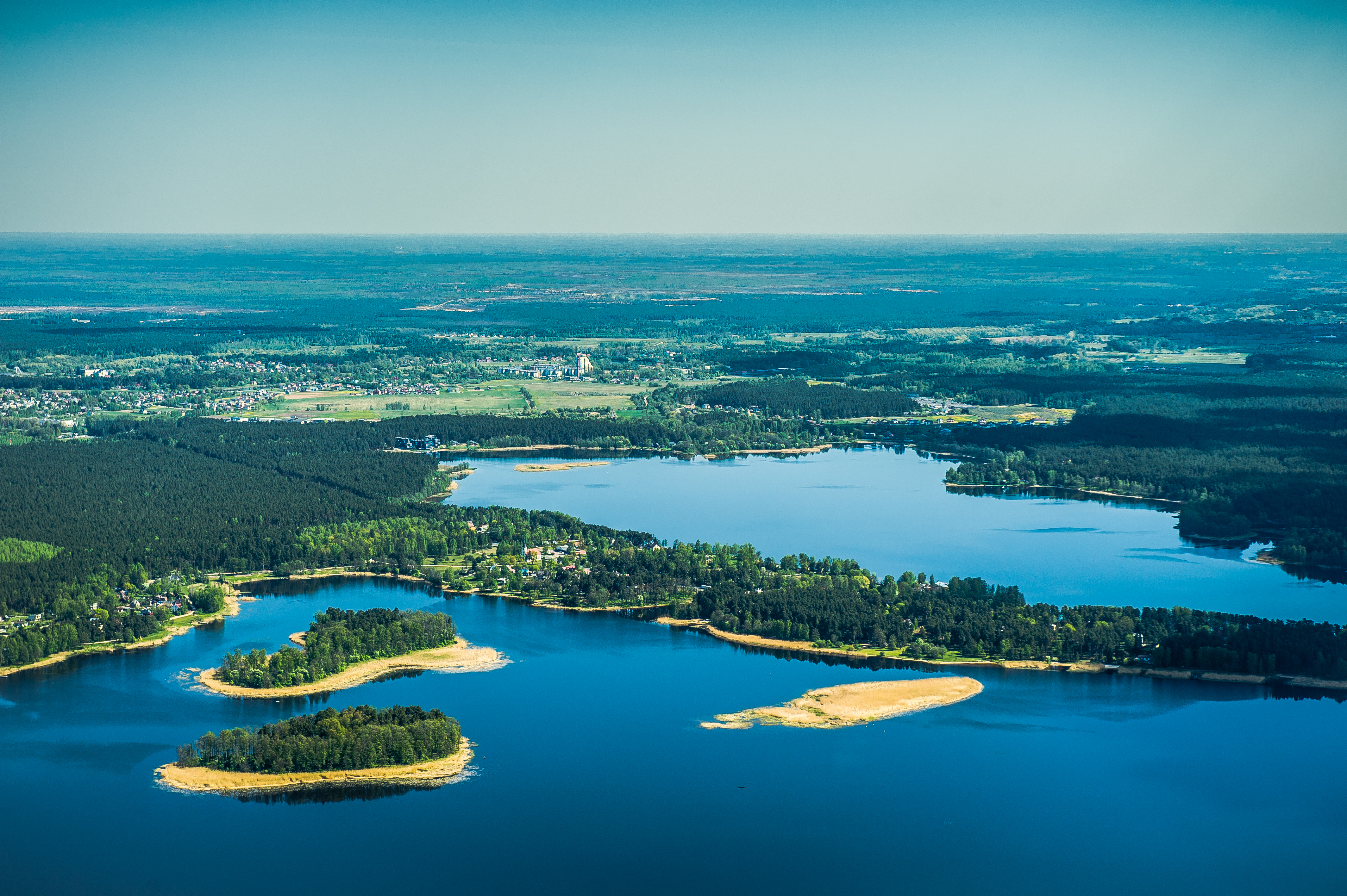
Вид на Мазайс-Балтэзерс (в верхней части), Лиелайс-Балтэзерс (в нижней части). Балтэзерский канал между ними на фото чуть ниже центра.

Водный путь сохранился до наших дней. Ещё можно встретить такие элементы индустриального наследия, как фрагменты деревянного настила по всей длине канала, кованые гвозди, которыми он скреплён, отдельные конструкции шлюзов в начале канала у Гауи, в середине этого участка и при переходе в Мазайс-Балтэзерс. Эта заброшенная часть водного пути от Гауи до Мазайс-Балтэзерса с 2019 года активно восстанавливается и должна служить для защиты населения окрестностей Адажи от паводков. Этот участок канала легко найти на карте между двух параллельных улиц, получивших благодаря каналу для сплава леса названия улицы Plostnieku (Плотогонов) в Адажи и улицы Kanāla (Канала) в Алдери.